# Alasmidonta varicosa
Alasmidonta varicosa är en musselart som först beskrevs av Jean-Baptiste Lamarck 1819.  Alasmidonta varicosa ingår i släktet Alasmidonta och familjen målarmusslor. IUCN kategoriserar arten globalt som otillräckligt studerad. Inga underarter finns listade i Catalogue of Life.